# Oncaea pumilis
Oncaea pumilis är en kräftdjursart som beskrevs av Heron 1977. Oncaea pumilis ingår i släktet Oncaea och familjen Oncaeidae. Inga underarter finns listade i Catalogue of Life.